# Polycythaemia vera

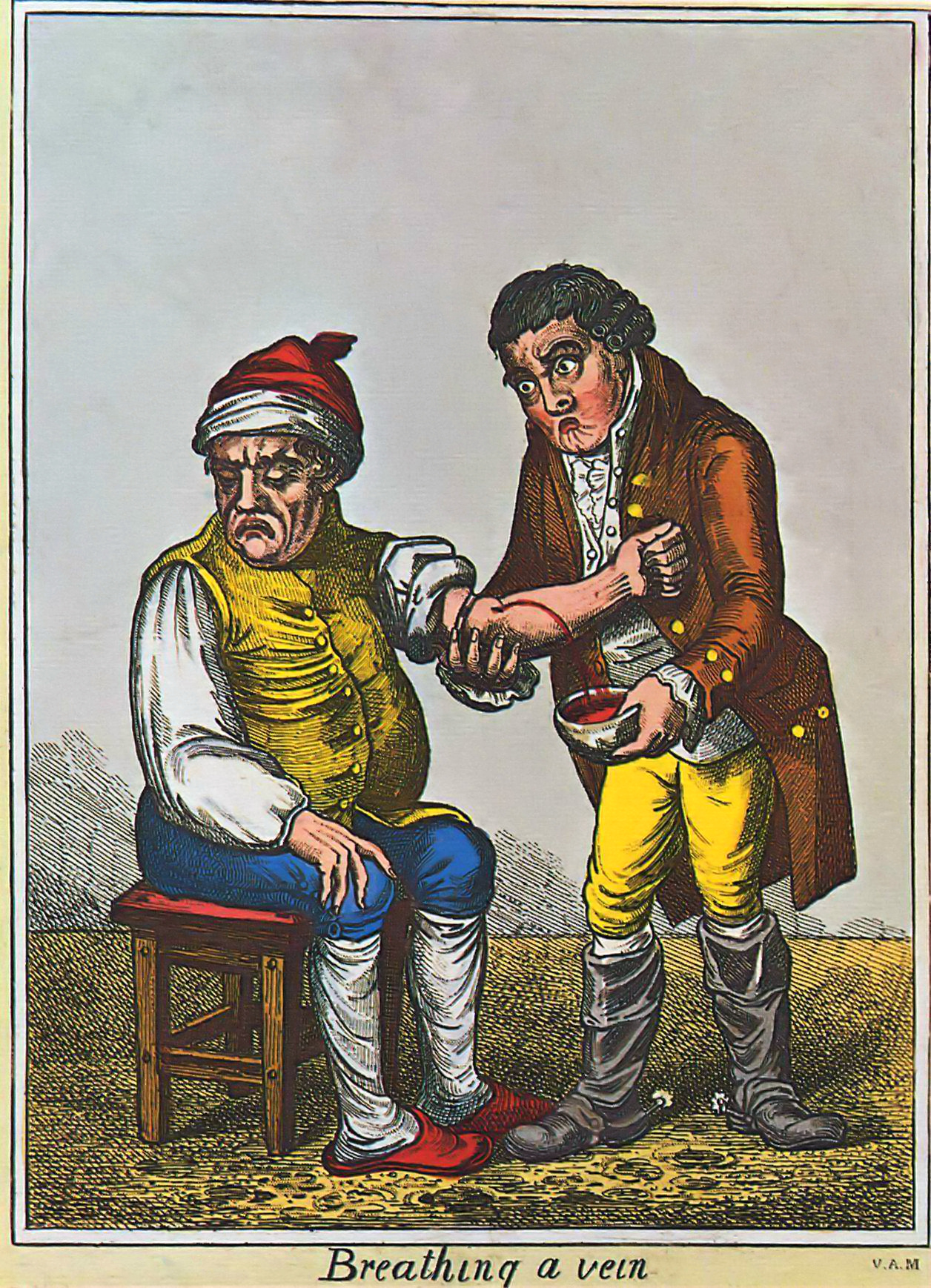
Wichtigste Sofortmaßnahme: Aderlass (historische Darstellung um 1805)

Die Polycythaemia vera (Abkürzung PV; deutsch echte Polycythämie oder echte Polyzythämie; auch Polycythaemia rubra vera oder primäre idiopathische Polycythaemia rubra vera genannt; synonym: Morbus Vaquez-Osler und Vaquez-Osler-Krankheit) ist eine seltene myeloproliferative (die myeloische Blutbildung im Knochenmark betreffende) Erkrankung, bei der eine abnorme Vermehrung von roten Blutzellen (Erythrozyten) vorliegt, ohne dass hierfür ein physiologischer Stimulus existiert. Häufig sind neben den roten Blutzellen auch die weißen Blutkörperchen und die Blutplättchen vermehrt.
Zu den Hauptsymptomen zählen eine vermehrte Blutviskosität bis hin zum Hyperviskositätssyndrom und damit zusammenhängende Durchblutungsstörungen. Auch Bluthochdruck kann auftreten. Die häufigsten Komplikationen sind arterielle und venöse Thrombosen, wodurch die Lebenserwartung bei unbehandelter Erkrankung stark eingeschränkt ist. Die Therapie besteht aus Aderlässen, einer Hemmung der Thrombozytenaggregation und gegebenenfalls einer die Blutzellproliferation verringernden Therapie. Auch bei adäquater Therapie ist die Lebenserwartung im Vergleich zu Gesunden geringer – allerdings beruhen diese Daten auf retrospektiven Untersuchungen aus der Zeit, als es noch wenige medikamentöse Therapiemöglichkeiten gab. Selten geht eine PV in andere Erkrankungen über (sekundäre Osteomyelofibrose, akute myeloische Leukämie).

## Wortbedeutung
Die altgriechisch-lateinischen Bestandteile des Namens beschreiben das Hauptmerkmal der Krankheit:
- poly (πολύς) = viel
- cyt bzw. zyt (κύτος „Gefäß“) = Zelle
- haem(ie) (αἷμα) = Blut(krankheit)
- vera = wahr, echt

## Begriffsdefinitionen
Die Polycythaemia vera, d. h. die „echte“ oder „wahre“ Polyzythämie, wird seit 1892 (Henri Vaquez) von anderen Formen der Polyzythämie, den reaktiven oder sekundären Polyzythämien, abgegrenzt.
Reaktive Polyzythämien entstehen allgemein als Reaktion auf einen anderen Stimulus, in der Regel eine Sauerstoffminderversorgung (Hypoxämie), wie sie z. B. bei chronischen Lungenerkrankungen, exzessivem Nikotinkonsum, Schlafapnoe (Atemaussetzer) oder Aufenthalt in großer Höhe (niedrigerer Sauerstoffpartialdruck) auftreten kann. Der menschliche Körper reagiert in solchen Situationen mit der vermehrten Bildung von Erythropoetin („Epo“), was eine vermehrte rote Blutbildung bewirkt. Menschen, die lange Zeit in großer Höhe leben (z. B. im Andenhochland von Bolivien), haben deswegen einen durchschnittlich höheren Hämoglobinwert und höhere Werte für Erythrozyten; sie haben eine „physiologische“ Polyzythämie, die nicht als Krankheit zählt. Sekundäre Polyzythämien können z. B. bei Erythropoetin-produzierenden Tumoren entstehen (sehr selten).
Die Polyzythaemia vera ist dagegen eine Krankheit mit einer genetischen Ursache, entstanden durch eine im Laufe des Lebens zufällig erworbene genetische Störung in hämatopoetischen Stammzellen, dennoch werden familiäre Häufungen beobachtet.

## Epidemiologie
Die Erkrankung ist insgesamt gesehen selten und zählt zu den sogenannten Orphan Diseases. Die Prävalenz (Bevölkerungsanteil der Kranken) liegt in den USA bei 1:3.300 (≈ 0,03 %), die Inzidenz (jährliche Neuerkrankungsrate) bei 1:36.000 bis 1:100.000, nach anderer Quelle bei 1–2:100.000. Sie ist somit die häufigste Form der myeloproliferativen Erkrankungen. Da es für Deutschland keine epidemiologischen Daten gibt, wurde die schwedische Statistik herangezogen und daraus jährlich 2.000 Neuerkrankungen in Deutschland geschätzt. Das Selbsthilfeforum mpn-Netzwerk schätzt zwischen 1.000 und 2.000 Neuerkrankungen pro Jahr aufgrund europäischer Daten zwischen 0,4 und 2,8 Fälle pro 100.000 Einwohner (rechnerischen zwischen 340 und 2.350). Laut DocCheck Flexikon liegt die Inzidenz bei 0,5 Erkrankungen pro 100.000 Einwohner. Also bei rund 420 Fällen pro Jahr in Deutschland. Sie kann in jeder Altersstufe auftreten, der Altersgipfel liegt zwischen der 5. und 6. Lebensdekade. Das Verhältnis zwischen männlichen und weiblichen Patienten beträgt etwa 2:1. Eine familiäre Häufung (die auf eine Vererbung schließen lässt) kommt vor, ist aber selten.

## Verlauf
Oftmals zeigen sich schon bis zu einem Jahrzehnt vor Eintritt der Polycythaemia vera in die chronische Phase einzelne latente Anzeichen der Krankheit, beispielsweise in Form einer mäßigen Vergrößerung der Blut-abbauenden Organe Milz und Leber. Das blutbildende Knochenmark hingegen weist keine erkennbaren Veränderungen auf. Die JAK2-Mutation (s. u.) ist jedoch schon nachweisbar.
Generell werden zwei Stadien der Polycythaemia vera unterschieden. Eine erst chronische Phase mit erhöhter Produktion der Erythrozyten kann zwei Jahrzehnte oder mehr bestehen, eine progrediente Spätphase mit diversen, auch akut lebensgefährdenden, Komplikationen kann bei einem Teil der Patienten daran anschließen.

## Ursachen und Entstehung
Im Jahr 2005 wurde durch mehrere wissenschaftliche Arbeitsgruppen eine Mutation im JAK2-Gen („Januskinase“ 2, eine Tyrosinkinase) beschrieben.  Diese Mutation der genomischen DNA führt zu einem Aminosäure-Austausch (Valin gegen Phenylalanin) an Position 617 des JAK2-Proteins („V617F-Mutation“). Das JAK2-Protein spielt eine wichtige Rolle bei der Signaltransduktion in der Zelle. Durch die Mutation wird es aktiviert, so dass betroffene Zellen dauerhaft eine gesteigerte Zellteilungsrate haben. Die V617F-Mutation findet man bei verschiedenen hämatologischen Erkrankungen, aber besonders häufig (in mehr als 90 %) bei der Polycythaemia vera. Die betroffenen blutbildenden Stammzellen sind von der Stimulation durch Erythropoetin (Epo) unabhängig und zeigen eine hundertfach erhöhte Sensitivität auf Wachstumsfaktoren wie IGF-1 (Insuline-like Growth Factor 1) und IL-3 (Interleukin-3).

## Klinisches Bild

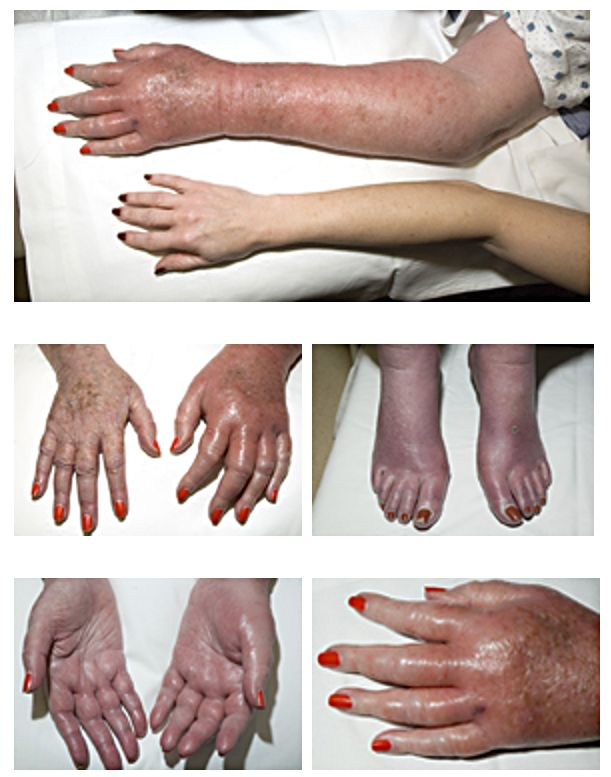
Erythromelalgie, eine anfallsartige Hauterkrankung, die selten im Zusammenhang u. a. mit PV auftreten kann

Die Erkrankung fällt meistens durch eine deutliche Erhöhung der roten Blutkörperchen (Erythrozyten), der Hämoglobinkonzentration und des Hämatokrit im Blutbild auf. Seltener ist eine Milzvergrößerung das erste Symptom. Auch weiße Blutzellen (Leukozyten) und Blutplättchen (Thrombozyten) können vermehrt sein. Ein typisches Kennzeichen, das die Polycythaemia vera von anderen Krankheiten mit massiver Erhöhung der roten Blutkörperchen unterscheidet, ist ein Juckreiz nach Wasserkontakt (fachsprachlich aquagener Pruritus). Durch die erhöhte Anzahl der Thrombozyten, Granulozyten und Erythrozyten wird das Blut dickflüssiger (Hyperviskosität). Es kann somit zu Durchblutungsstörungen in allen Bereichen des Körpers (insbesondere im Kapillarbereich) kommen, die Gefahr von Thrombosen und in der Folge von Embolien nimmt zu. Bei einigen Patienten ist eine Thrombose das erste Anzeichen der Krankheit. Gleichzeitig kann auch die Blutungsgefahr steigen, weil die körpereigene Blutstillung als Ganzes nicht mehr einwandfrei abläuft.
Viele der möglichen Symptome der Polycythaemia vera sind nicht spezifisch für die Erkrankung, geben während der Anamnese und während des Krankheitsverlaufs den Ärzten und Patienten wichtige Hinweise. Zu möglichen (nicht bei allen Patienten auch feststellbaren) klinischen Symptomen zählen:
- Splenomegalie (Vergrößerung der Milz)
- Hepatomegalie (Vergrößerung der Leber)
- Kopfschmerz
- Tinnitus (Ohrensausen)
- Sehstörungen
- Vertigo (Schwindel)
- Müdigkeit
- dysphorische (misslaunische) oder depressive Stimmungslagen
- Parästhesien
  - Kribbeln oder Taubheitsgefühle insbesondere an den Extremitäten
- Schmerzen in den Extremitäten
- Pruritus (Juckreiz)
  - besonders bei Wärme
  - aquagener Pruritus (stechender Juckreiz nach Kontakt mit Wasser)
- Dyspnoe (Atemnot)
- Plethora
  - Haut und Schleimhäute tiefrot mit rotblauer Zyanose
  - rotes Gesicht – Patienten haben ein „blühendes“ Aussehen
  - bei einer Augenuntersuchung oft dunkel-rot-bläulich gefärbte Gefäße
- Durchblutungsstörungen
  - arterielle und venöse Thrombosen und/oder Embolien vor allem im Magen- und Darmbereich (Gastrointestinaltrakt)
  - transitorische ischämische Attacken
- Magen- und Darmgeschwüre
- Arterielle Hypertonie (Bluthochdruck)[17]
- gesteigerte Blutungsneigung, meist durch Funktionsstörungen der Thrombozyten (trotz erhöhter Anzahl)[18]
- selten Freisetzung erhöhter Mengen an Harnsäure bei vermehrtem Zerfall von Zellkernen der sich autonom vermehrenden Zellen mit Gichtanfällen[18]
- Nachtschweiß[19]

Bei fortschreitender Erkrankung können die Zahl der Erythrozyten und auch der Leukozyten und Thrombozyten sinken, die Milz kann an Größe zunehmen, oft in Verbindung mit Myelofibrose und extramedullärer Hämatopoese (Blutbildung außerhalb des Knochenmarks).
Ein Teil der individuell unterschiedlich auftretenden Symptome, insbesondere wenn sie mit Durchblutungsstörungen zusammenhängen, verschwindet oder wird abgeschwächt, sobald die Erkrankung erkannt und behandelt wird, indem der Hämatokritwert in den Normbereich von etwa 45 Prozent abgesenkt wird.

## Diagnosestellung
In den meisten Fällen wird die Erkrankung dadurch entdeckt, dass bei einem Blutbild – oft im Nebenbefund – eine massive Erhöhung des Hämatokrits, der Erythrozyten oder der Hämoglobinkonzentration auffällt. Auch bei Thrombosen an untypischen Stellen wie den Lebervenen (Budd-Chiari-Syndrom) wird eine Polycythaemia vera differentialdiagnostisch in Betracht gezogen.

### Diagnosekriterien der WHO
Die Diagnosekriterien der Weltgesundheitsorganisation (WHO) von 2022 erfordern eine Untersuchung des Blutbildes (Erythrozytenzahl, Hämoglobinkonzentration, Hämatokrit sowie die anderen Zellreihen des Blutes), eine Knochenmarkpunktion mit mikroskopischer Untersuchung, sowie genetische Untersuchungen. Da nicht jede Polycythaemia vera auch durch eine JAK2-Mutation verursacht ist, kann dieses Kriterium durch ein Nebenkriterium ersetzt werden (s. nachfolgende Tabelle).
| Kriterium         | Bedingungen |
| ----------------- | --- |
| 1. Hauptkriterium | Hämoglobin > 16,5 g/dL bzw. >16,0 g/dL bei Männern/Frauen oder Hämatokrit >49 % bzw. 48 % bei Männern/Frauen oder erhöhte Erythrozytenmenge (>25 % über dem mittleren Normalwert) |
| 2. Hauptkriterium | Knochenmarkbiopsie zeigt gemessen am Patientenalter Hyperzellularität mit Steigerung aller drei Reihen                                                                            |
| 3. Hauptkriterium | Nachweis der JAK2 V617F-Mutation oder Nachweis einer JAK2 Exon 12-Mutation |
| 1. Nebenkriterium | Erythropoietin-Spiegel im Serum unterhalb des Normalbereichs |

Die Diagnose einer Polycythaemia vera kann gestellt werden,

wenn entweder:
- alle drei Major-Kriterien erfüllt sind,

oder:
- die ersten beiden Major-Kriterien und das Minor-Kriterium erfüllt sind.  Anmerkung: Im Falle einer anhaltenden Erythrozytose mit Hämoglobinwerten von >18,5 g/dL bei Männern (Hämatokrit, 55,5 %), bzw. >16,5 g/dL bei Frauen (Hämatokrit, 49,5 %) wird Major 2 Kriterium für die Diagnose nicht benötigt, falls Major 3 Kriterium und Minor 1 Kriterium positiv sind.

### Differentialdiagnosen
Sofern bei Patienten sowohl die Anzahl der Erythrozyten als auch die Anzahl der Leukozyten und Thrombozyten erhöht ist, ist die Diagnose einer Polycythaemia vera sehr wahrscheinlich. Sind lediglich die Erythrozyten vermehrt, muss ein umfangreiches differentialdiagnostisches Untersuchungsprogramm durchgeführt werden. Insbesondere ist abzuklären, ob als Ursache eventuell eine Exsikkose, eine Hypoxie, eine Kohlenstoffmonoxidvergiftung, eine Erkrankung des Herzens (z. B. ein Rechts-links-Shunt), ein paraneoplastische Syndrome, eine Lungenerkrankung mit verminderter Diffusionskapazität (z. B. Lungenfibrose) oder Medikamente (z. B. Androgene, Erythropoetin oder SGLT-2-Hemmer) ursächlich in Frage kommen.

## Therapie
Da sich eine endgültige Diagnose über mehrere Wochen hinziehen kann (z. B. bei der genetischen Bestimmung von JAK2), müssen unter Umständen schon während der Abklärung prophylaktisch geeignete Maßnahmen ergriffen werden, um einen lebensgefährlich hohen Hämatokritwert abzusenken.
Im Wesentlichen verläuft eine Therapie auf mehreren Schienen:
1. Senkung des Hämatokritwerts durch regelmäßige Aderlässe bzw. Apherese und
2. Thrombozytenaggregationshemmung zur Verminderung der erhöhten Thrombosegefahr durch Acetylsalicylsäure (z. B. Aspirin) oder Antikoagulanzien (sofern die Blutgerinnung nicht krankheitsbedingt gestört ist) für alle Patienten
3. Zellreduktive Therapie mit Hydroxycarbamid oder Alpha-Interferonen, falls die anderen Maßnahmen nicht mehr ausreichen oder die Anzahl der Thrombozyten in einem Bereich liegt, der die Thrombosegefahr gefährlich erhöht. Medikamente für die Zweitlinientherapie sind Ruxolitinib,   Busulfan und Anagrelid.
4. 2019 wurde Ropeginterferon α-2b in der EU als erstes Interferon für die Therapie der Polycythaemia vera als Arzneimittel zugelassen.

Sonstige, die Erkrankung individuell begleitende Beschwerden, können nur symptomatisch behandelt werden. Ruxolitinib wirkt jedoch in vielen Fällen auch positiv auf die sogenannten Sekundärsymptome (z. B. Juckreiz, Milzvergrößerung, Müdigkeit).

### Aderlass und Apherese
Als wichtigste Maßnahme dienen bei Diagnosestellung häufige (wöchentliche), später (nach Erreichen der Normalwerte) regelmäßige (6 bis 10 Wochen) Aderlässe zur Reduktion der Erythrozyten und in geringerem Maße anderer zellulärer Bestandteile des Blutes.

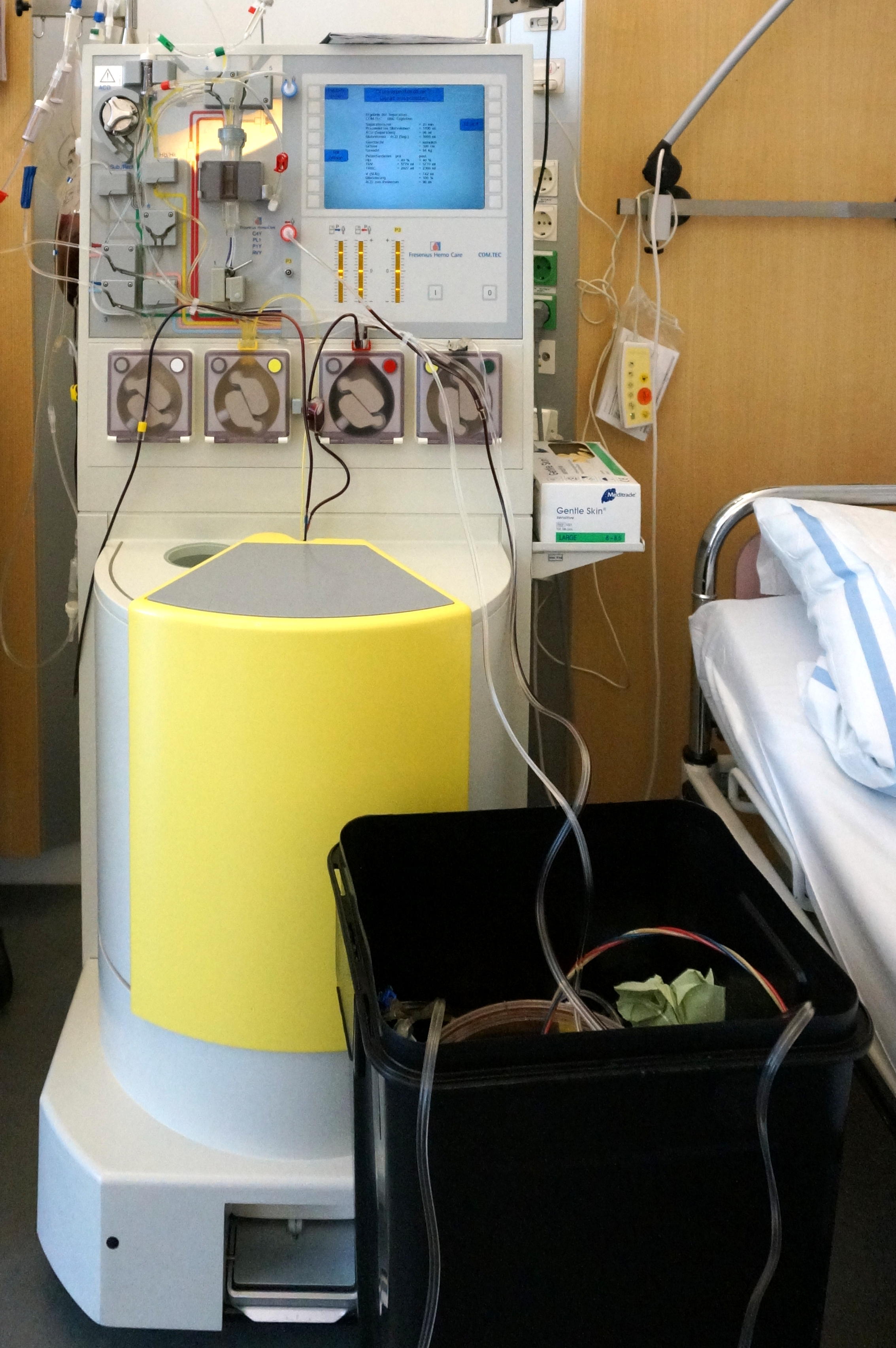
Gerät zur Erythrozyten-Apherese

Als alternative Maßnahme zu mehrfachen Aderlässen findet die therapeutische Apherese (bekannt als Blutwäsche) Anwendung. Dieses Verfahren filtert die überzähligen Blutbestandteile in einem etwa 20-minütigen Arbeitsgang heraus. Während ein Aderlass den Hämatokrit um maximal 3 Prozent absenkt, lässt er sich bei einer Apherese gezielt um bis 12 Prozent reduzieren. Bei anschließenden gelegentlichen Blutwertkontrollen ist eine erneute Anwendung in drei- bis sechsmonatigem Abstand erforderlich. Derzeit gehört die Apherese nicht zur Standardtherapie und muss ärztlicherseits begründet werden. Wegen der aufwändigen Technik und des damit verbundenen Kostenaufwands wird eine Apherese bundesweit in wenigen Krankenhäusern, kaum in hämatologischen Praxen, durchgeführt.
Häufig steigt während der Behandlung mittels Aderlässen (Phlebotomie) oder Blutwäschen (Apherese) der Anteil der Thrombozyten und der Leukozyten, da durch diese Maßnahmen nur der Anteil der roten Blutkörperchen mittelfristig gesenkt werden kann. Die Thrombozytenerhöhung ist auch teilweise durch den aufgrund der Aderlässe meist eintretenden Eisenmangel verursacht. Die anderen festen Blutbestandteile (Thrombo- und Leukozyten) werden krankheitsbedingt weiterhin – individuell unterschiedlich – im erhöhten Maße produziert. Nach Absenken des Hämatokrits auf etwa 45 Prozent muss insbesondere der Thrombozytenanteil beobachtet werden.

### Thrombozytenaggregationshemmung
Durch die erhöhte Gefahr, dass sich Blutzellen, insbesondere Thrombozyten (Thrombozytenaggregation) verklumpen und Blutgefäße verstopfen (Thrombosen) und dass sich diese Thrombosen lösen und an einer anderen Stelle des Blutkreislaufs den Blutfluss blockieren (Embolie), ist es wichtig, die erhöhte Thromboseneigung zu vermindern. Ursache dieser Neigung zur Thromboembolie sind einerseits die erhöhte Anzahl an Blutzellen (besonders bei stark erhöhten Werten an Erythrozyten und Thrombozyten) und andererseits eine noch nicht gänzlich verstandene Störung des gesamten Regelmechanismus der Blutgerinnung. Bei Vorliegen einer JAK2-V617F Mutation ist die Thromboseneigung zudem durch eine erhöhte Anlagerungsneigung der Granulozyten an den Gefäßwänden erhöht.
Sofern es keine Kontraindikationen (Gegenanzeigen) gibt, wie z. B. eine erhöhte Blutungsneigung, kann durch dauerhafte Einnahme von oralen Thrombozytenaggregationshemmern wie Acetylsalicylsäure (ASS) in relativ niedriger Dosierung (50 bzw. 100 mg pro Tag) das Thromboserisiko vermindert werden. Die Einnahme wird für alle Patienten gemeinsam mit der Aderlass-Therapie empfohlen.

### Zellreduktive Therapie
Solange die notwendige Absenkung des Hämatokrits durch Aderlässe erreicht werden kann und keine thromboembolischen Komplikationen auftreten, ist eine Chemotherapie nicht indiziert. Insbesondere bei höherem Alter, das mit einem erhöhten Thromboserisiko einhergeht, sowie nach stattgehabten Thrombosen wird eine medikamentöse Therapie zur Reduktion der Zellzahl im Knochenmark (zytoreduktive Therapie) empfohlen. Auch bei Zeichen einer weiteren Ausbreitung der PV-Zellen im Knochenmark kann eine zytoreduktive Therapie angezeigt sein. Kriterien dafür sind eine Größenzunahme der Milz, ein Anstieg der Zellzahl im Blut oder ein steigender Bedarf an Aderlässen. Auch zunehmende Symptome können eine Indikation für eine zellreduktive Therapie sein.
Zur Durchführung der zytoreduktiven Therapie werden in erster Linie Hydroxycarbamid und Alpha-Interferon-Präparate empfohlen. Seit 2019 steht mit Ropeginterferon alfa-2b das erste für diese Indikation zugelassene Alfa-Interferon zur Verfügung. Sollte sich durch diese Medikamente keine ausreichende Senkung der Thrombozytenzahl erzielen lassen, kann Anagrelid ergänzt werden, das selektiv die Thrombozytenproduktion hemmt. Als weiteres wirksames Medikament der Zweitlinien-Therapie steht Ruxolitinib zur Verfügung, das auch zur Besserung anderer Symptome, vor allem von Juckreiz und Erschöpfung führt. Busulfan wird nur noch in Ausnahmefällen eingesetzt.
Als Nebenwirkungen können, abhängig vom verwendeten Wirkstoff, beispielsweise Schleimhautirritationen, Fieber, psychische Veränderungen, Hauttumoren, starke Schwankungen der Thrombozytenwerte oder Durchfälle auftreten. Für die zytotoxischen Substanzen (Hydroxyurea, Busulfan) kann nicht ausgeschlossen werden, dass sie in seltenen Fällen eine akute Leukämie auslösen könnten.

### Weitere Maßnahmen
Seit August 2024 besteht für Peginterferon alfa-2a auch eine EMA-Zulassung für Polycythaemia vera (PV) und essentielle Thrombozythämie (ET). Aufgrund möglicherweise mit der Erkrankung verbundener, individuell sehr unterschiedlicher Symptome werden eine Reihe von ergänzenden Maßnahmen durchgeführt, die in erster Linie die Begleiterscheinungen lindern sollen. Da hierbei nicht ursächlich eingewirkt werden kann, hängt der Einsatz letztlich von der unmittelbaren Wirkung auf den jeweiligen Patienten ab.
Ergänzend kann die Gabe von Allopurinol wegen eines erhöhten Harnsäureanfalls (besonders während der zytoreduktiven Therapie) zur Prophylaxe eines Gichtanfalls oder einer Uratnephropathie angebracht (indiziert) sein. Im Allgemeinen ist es nicht notwendig, eine asymptomatische Hyperurikämie unter 10 mg/dl zu behandeln.
Ein bei über der Hälfte der Patienten auftretender aquagener Juckreiz, der die Lebensqualität erheblich beeinträchtigen kann, kann ergänzend zu Aderlässen nur symptomatisch durch Badezusätze (z. B. Bicarbonat, Stärke), Antihistaminika, Serotonin-Wiederaufnahmehemmer, juckreizmindernde Cremes (z. B. mit Capsaicin) oder eine Phototherapie (nicht ungefährlich wegen einer möglichen Kanzerogenität) mehr oder weniger stark gelindert werden.
Bei einzelnen Patienten mit extrem vergrößerter Milz, die sich medikamentös nicht mehr behandeln lässt, kann eine operative Entfernung (Splenektomie) oder Bestrahlung des Organs notwendig werden.
Bei jüngeren Patienten (je nach Gesundheitszustand, bis ca. 65 Jahre) kann im Extremfall und bei weit fortgeschrittener Erkrankung auch eine Knochenmark- bzw. Stammzellentransplantation erforderlich sein.

## Prognose
Polycythaemia vera ist mit einem erhöhten Vorkommen an thromboembolischen Ereignissen, verschiedenen hämatologischen Komplikationen sowie einer reduzierten  Lebenserwartung assoziiert.
Die durchschnittliche Lebenserwartung nach Krankheitsbeginn, bei unbehandelten Patienten mit Symptomen, wurde auf 18 Monate geschätzt. Behandelte Patienten haben eine Lebenserwartung von mindestens 13 Jahren. Die Lebenserwartung behandelter Patienten ist dennoch geringer als die einer alters- und geschlechtsgleichen Normalpopulation.
Die umfangreichste Analyse von Faktoren, die die Lebenserwartung bei Polycythaemia vera beeinflussen, war eine internationale Studie mit 1545 Patienten, die unterschiedliche Therapieformen erhielten. Die Studie identifizierte Alter, Leukozytose, Vorgeschichte venöser Thrombosen und einen abnormalen Karyotyp als unabhängige Risikofaktoren für die Lebenserwartung. Patienten unter 62 Jahren und mit einer Leukozytenzahl von ≤ 10.500/µl hatten eine mediane Überlebenszeit (durchschnittliche Überlebenszeit nach Diagnosestellung) von 23 Jahren. Im Gegensatz dazu hatten Patienten, die keines oder nur eins der beiden Kriterien erfüllten, eine mediane Überlebenszeit von 9 Jahren.
Thromboembolien sind die Hauptursache von Morbidität und Mortalität bei Polycythaemia vera. Hohes Alter (65–70 Jahre) und bereits stattgefundene Thromboembolien sind die zwei Hauptvorhersageindikatoren für das thromboembolische Risiko bei Polycythaemia vera. Die Beibehaltung des Hämatokrits unter 45 Prozent ist mit einer signifikant geringeren Rate thrombotischer Komplikationen verbunden.